# Too Late (canción)
«Too Late» es una canción interpretada por el grupo musical estadounidense Tavares. Fue publicado en abril de 1974 como el sencillo principal de su segundo álbum de estudio, Hard Core Poetry.

## Recepción de la crítica
Un escritor no especificado de Record World le otorgó el certificado de “Hit of the Week”, y lo calificó como un “éxito bien diseñado”. Un escritor no especificado de Billboard escribió: “Los cinco hermanos muestran su experiencia en esta combinación de canto principal suave, voces de fondo de primer nivel que se usan inteligentemente para terminar las oraciones y una melodía que suena suave pero aún con ritmo rápido”. Un escritor no especificado de la revista Cash Box escribió: “La producción de Lambert y Potter captura a la perfección la gran calidad vocal del grupo”.

## Lista de canciones
Todas las canciones escritas y compuestas por Dennis Lambert y Brian Potter.
1. «Too Late» – 3:30
2. «Leave It Up to the Lady» – 3:29

## Posicionamiento
| Gráfica (1974)                              | Pico de posición |
| ------------------------------------------- | ---------------- |
| Estados Unidos (Billboard Hot 100)          | 59               |
| Estados Unidos (Billboard Hot Soul Singles) | 10               |